# Громовий птах (міфологія)
Громовий птах — легендарна істота в культурі деяких корінних народів Північної Америки. Птах часто зображається в мистецтві, піснях та усній історії багатьох культур північно-західного узбережжя Тихого океану, але також зустрічається у різних формах серед деяких народів Південно-Західної Америки, Східного узбережжя США, Великих озер та Великих рівнин.
Йому протиставляються Підводні пантери.

## Алгонкін
В алгонкінській міфології громовий птах контролює верхній світ, тоді як підземний світ контролюється підводною пантерою або Великою Рогатою Змією. Громовержець кидає блискавку на підземних істот і породжує грім, махаючи крилами. Громові птахи в цій традиції зазвичай зображуються як такі, що мають Х-подібний вигляд. Малюнки варіюються від простого хрестика до впізнаваних птахів.

### Оджибве
Версія міфу у оджибве стверджує, що громові громи були створені Нанабожо для боротьби з підводними духами. Вони також карали людей, які порушили моральні правила. Громові птахи жили в чотирьох сторонах світу, а прилетіли з іншими птахами навесні. Восени вони мігрували на південь після закінчення найнебезпечнішого сезону підводних духів.

## Галерея

Підпис індіанців на документі Великого Монреальського миру
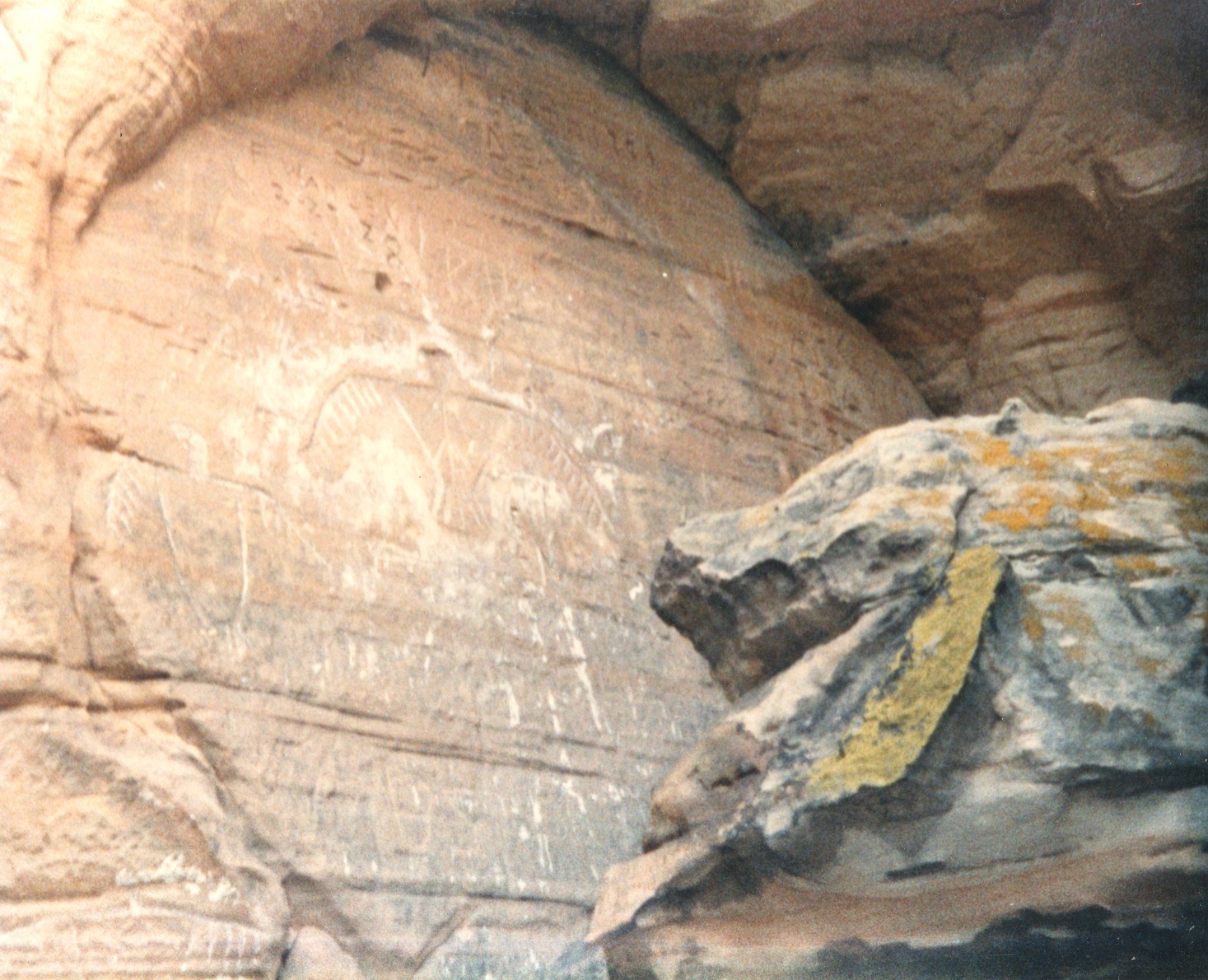
Громові птахи, вирізані на стіні з піщанику у Твін Блаф, графство Джуно, штат Вісконсин, доісторичними художниками
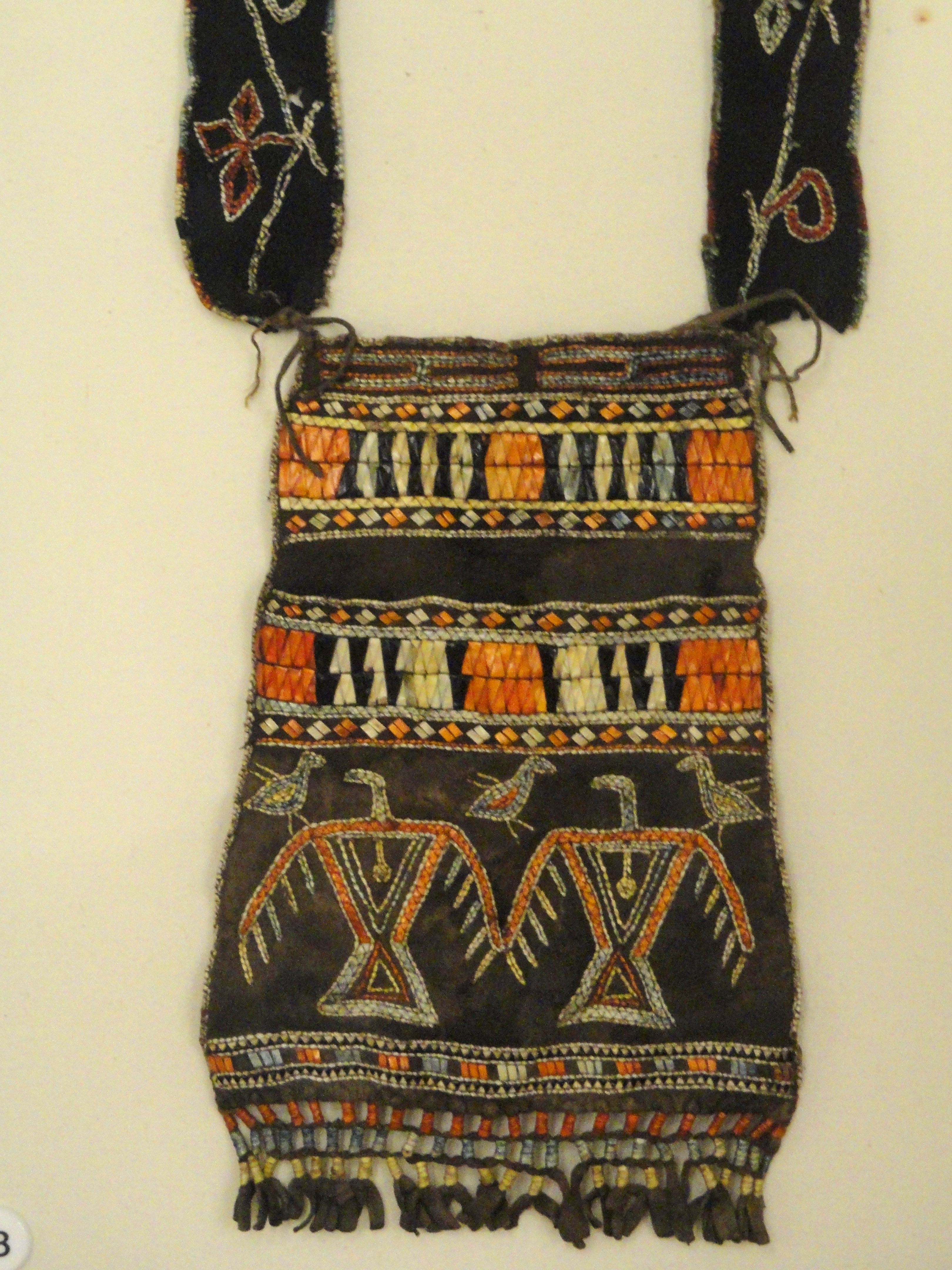
Оджибве, мішок із зображенням двох громових птахів, Пібодський Музей Гарварда